# Иловая змея
Иловая змея, или роговая змея (Farancia abacura) — вид змей из семейства ужеобразных.

## Описание
Общая длина достигает от 1 до 1,4 м, максимальная длина составляет 2 м. Голова маленькая. Туловище тонкое и стройное, цилиндрическое в сечении. Хвост короткий. Окраска блестящая, красновато-серого, серо-фиолетового или стального цвета. Брюхо красное. От него в стороны тянутся поперечные полосы красного цвета.

## Образ жизни
Живёт на болотах, по берегам илистых водоёмов. Ведёт скрытный, ночной образ жизни. Днём прячется в норах. Питается в основном земноводными и их личинками, а также червягами и рыбой.

## Размножение
Это яйцекладущая змея. Размножение начинается в апреле-мае. Через 8 недель после спаривания самка откладывает 4—80, иногда 104 яйца. Детёныши появляются на свет длиной 20 см.

## Распространение
Вид распространён на юго-востоке США.

## Подвиды
- Farancia abacura abacura (Holbrook, 1836)
- Farancia abacura reinwardtii (Schlegel, 1837)